# ヴァシーリー・ユルチェンコ
ヴァシーリー・アレクセーエヴィチ・ユルチェンコ（ロシア語: Василий Алексеевич Юрченко、ラテン文字転写の例：Vasilii Alekseevich Yurchenko、1960年9月26日 - ）は、ロシアの政治家。元ノヴォシビルスク州知事。

## 経歴・概要
1982年ノヴォシビルスク水運技術大学を卒業する。電気駆動、工場のオートメーション技術部門を専門とする技術者として教育を受けた。1982年から電気技術者として働き始め、2004年1月までノヴォシビルスク工業企業合同体「シベルマシ」を設立して支配人まで勤めた。
2000年ロシア連邦政府付属国民経済アカデミーを修了し科学技術の学位を取得する。
2004年ノヴォシビルスク州産業企業管理局長に任命される。2005年から同州第一副知事に就任。2010年10月に実施されたノヴォシビルスク州議会選挙では統一ロシアの比例代表名簿第一位に掲載された。2010年9月9日大統領令によりノボシビルスク州知事に昇格、9月22日から正式に職務についた。
2014年3月17日、不信任を理由に大統領のウラジーミル・プーチンから知事職を解任された。